# Епархия Айхштетта
 Епархия Айхштетта  (лат. Dioecesis Eystettensis) — епархия Римско-Католической церкви с центром в городе Айхштетт, Германия. Епархия Айхштетта входит в митрополию Бамберга. Кафедральным собором епархии Айхштетта является Собор Спасителя, Пресвятой Девы Марии и Святого Виллибальда.

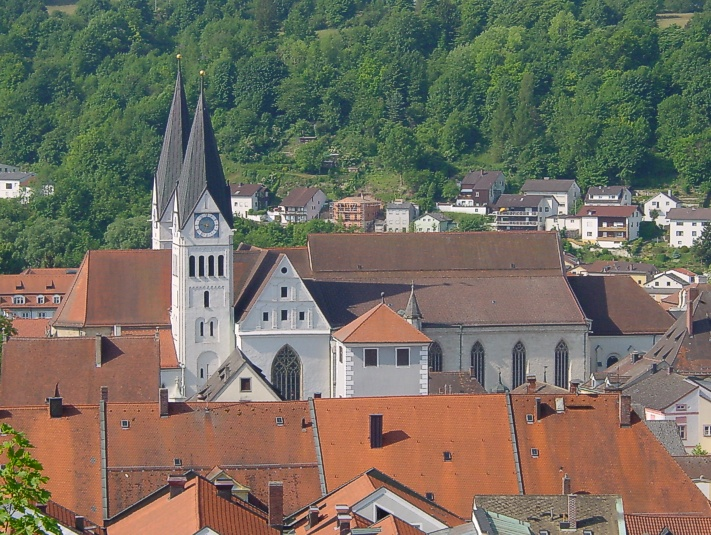
Собор Святого Сальватора, Пресвятой Девы Марии и Святого Виллибальда, Айхштет, Германия

## История
Епархия Айхштетта была учреждена в 745 году. Первоначально она входила в митрополию Майнца. Первым епископом епархии Айхштетта был Виллибальд, который был родственником святого Бонифация.
1 ноября 1007 года епархия Айхштетта передала часть своей территории в пользу возведения епархии Бамберга (сегодня — Архиепархия Бамберга).
В средние века епископы Айхштетта были главами церковного княжества, которое после Германской медиатизации было включено в Королевство Бавария.
Германская Реформация сильно повлияла на деятельность Римско-Католической церкви на территории епархии Айхштетта. В XVI веке более половины территории епархии Айхштетта попало под влияние лютеранства. В первое десятилетие XVII века католицизм смог распространить свою деятельность на двух третях территории епархии Айхштетта.
1 апреля 1818 года епархия Айхштетта вошла в митрополию Бамберга.

## Ординарии епархии
| - святой Виллибальд (741—786); - Герох (786—801); - Аган (801—819); - Адалунг (820—841); - Альтун (841—858); - Оттокар (858—881); - Готшальк (881—884); - Эркенбальд (884—916); - Удальфрид (916—933); - Старханд (933—966); - Регинальд (966—989); - Мегингоц фон Лексгемунд (989—1014); - Гундаккар I (1014—1019); - Вальтер (1020—1021); - Гериберт фон Ротенбург (1022—1042); - Гуцманн фон Ротенбург (1042); - Гебхард I фон Долленштайн-Хиршберг (1042 — сентябрь 1054); - Гундаккар II (1057—1075); - Ульрих I (1075—1099); - Эберхард I фон Фобург-Швайнфурт (1100—1112); - Ульрих II фон Боген (1112—1125); - Гебхард II фон Хиршберг (1125—1149); - Буркхард фон Мемлем (1149—1153); - Конрад I фон Морсберг (1153—1171); - Эгилольф (1171—1182); - Отто (1182—1195); - Хартвих I фон Хиршберг (1195—1223); - Фридрих I фон Хауэнштадт (1223—1225); - Генрих I фон Циплинген (1225—1229); - Генрих II фон Тишлинген (1229—1234); - Генрих III фон Рафенсберг (1234—1237); - Фридрих II фон Парсберг (1237—1246); - Генрих IV фон Вюртемберг (1246—1259); - Энгельхард (1259—1261); - Хильдебранд фон Морн (1261—1279); - Раймбрехт фон Муленхард (1279—1297); - Конрад II фон Пфаффенхаузен (1297—1305); - Иоганн I фон Дурбхайм (1305—1306); - Филипп фон Ратсамхаузен (1306—1322); - Марквард I фон Хагельн (1322—1324); - Гебхард III фон Грайсбах (1324—1327); - Фридрих III фон Лейхтенберг (1328—1329); | - Фридрих IV фон Нюрнбург (1328—1329); - Генрих V Шенк фон Райхенек (1329—1344); - Альбрехт I фон Хоэнфельс (1344—1353); - Бертольд фон Нюрнбург (1355—1365); - Рабанус Шенк фон Вильдбургштеттен (1365—1383); - Фридрих V фон Эттинген (1383—1415); - Иоганн II фон Хайдек (1415—1429); - Альбрехт II фон Рехберг (1429—1445); - Иоганн фон Айх (1445—1464); - Вильгельм фон Райхенау (1464—1496); - Габриэль фон Айб (1496—1535); - Кристоф Маршальк цу Паппенхайм (1535—1539); - Мориц фон Хуттен (1539—1552); - Эберхард фон Хирнхайм (1552—1560); - Мартин фон Шаумберг (1560—1590); - Каспар фон Секкендорф (1590—1595); - Иоганн Конрад фон Гемминген (1595—1612); - Иоганн Кристоф фон Вестерштеттен (1612—1637); - Марквард фон Шенк фон Кастелль (1637—1685); - Иоганн Ойхар фон Шенк фон Кастелль (1685—1697); - Иоганн Мартин фон Айб (1697—1704); - Иоганн Антон фон Кнебель фон Катценелленбоген (1705—1725); - Франц Людвиг фон Шенк фон Кастелль (1725—1736); - Иоганн Антон фон Фрайберг-Хопферау (1736—1757); - Раймунд Антон фон Штразольдо (1757—1781); - Иоганн Антон фон Цемен (1781—1790); - Иосиф фон Штубенберг (1790—1818) — назначен архиепископом Бамберга; - Петрус Пустет (1824—1825); - Иоганн Фридрих Эстеррайхер (1825—1835); - Иоганн Мартин Манль (1835); - Карл Август фон Райзах (1836—1841) — кардинал с 17.12.1855 года; - Георг фон Эттль (1846—1866); - Франц Леопольд фон Леонрод (1866—1905); - Йоханнес Лео фон Мергель (1905—1932); - Конрад фон Прейзинг Лихтенег-Мосс (1932—1935) — назначен архиепископом Берлина; - Михаэль Ракль (1935—1948); - Йозеф Шрёффер (1948—1968); - Алоис Бремс (1968—1983); - Карл Генрих Браун (17.04.1984 — 25.03.1995) — назначен архиепископом Бамберга; - Вальтер Микса (24.02.1996 — 16.07.2005); - Грегор Мария Ханке (14.10.2006 — 8.06.2025; в отставке) |  |

## Источник
- Annuario Pontificio, Libreria Editrice Vaticana, Città del Vaticano, 2003, ISBN 88-209-7422-3
- Pius Bonifacius Gams, Series episcoporum Ecclesiae Catholicae, Leipzig 1931, стр. 273-275  (лат.)
- Konrad Eubel, Hierarchia Catholica Medii Aevi, vol. 1 Архивная копия от 9 июля 2019 на Wayback Machine, стр. 243; vol. 2 Архивная копия от 4 октября 2018 на Wayback Machine, стр. 152; vol. 3 Архивная копия от 21 марта 2019 на Wayback Machine, стр. 193; vol. 4 Архивная копия от 4 октября 2018 на Wayback Machine, стр. 184; vol. 5, стр. 197-198; vol. 6, стр. 212  (лат.)